# Daniel Mair
Daniel Mair (* 8. März 1991 in Amstetten) ist ein ehemaliger österreichischer Fußballspieler.

## Karriere
Mair begann seine Karriere bei der DSG Union Großraming. 2005 wechselte er zum FC Waidhofen/Ybbs. Im November 2010 debütierte er für die erste Mannschaft von Waidhofen in der Regionalliga, als er am 13. Spieltag der Saison 2010/11 gegen den ASK Baumgarten in der 88. Minute für Thomas Zemann eingewechselt wurde.
Nach dem Rückzug von Waidhofen aus der Regionalliga wechselte Mair zur Saison 2011/12 zu den drittklassigen Amateuren des LASK. Im August 2011 erzielte er bei einer 6:2-Niederlage gegen den Villacher SV sein erstes Tor in der Regionalliga. Zu Saisonende stieg er mit den LASK-Amateuren aus der Regionalliga Mitte ab. Daraufhin wechselte er zur Saison 2012/13 zum FC Kufstein in die Regionalliga West. Für die Tiroler absolvierte er in jener Saison sechs Regionalligaspiele.
Zur Saison 2013/14 schloss er sich der Union St. Florian an. Für die Oberösterreicher am er in jener Saison zu 18 Einsätzen in der dritthöchsten Spielklasse. Im Sommer 2014 wechselte Mair zum Wiener Sportklub.
Nach eineinhalb Jahren beim WSK wechselte er in der Winterpause der Saison 2015/16 zum SV Wallern. Mit Wallern stieg er zu Saisonende jedoch in die OÖ Liga ab. Daraufhin wechselte er zur Saison 2016/17 zum Zweitligaabsteiger SV Austria Salzburg. Für die Salzburger absolvierte er in jener Saison 29 Spiele in der Regionalliga West. Zu Saisonende stieg man jedoch aus dieser ab.
Zur Saison 2017/18 wechselte Mair zum Kärntner Regionalligisten SK Austria Klagenfurt. Mit Austria Klagenfurt stieg er zu Saisonende in die 2. Liga auf. In der Aufstiegssaison kam er zu 26 Einsätzen in der Liga. Sein Debüt in der zweithöchsten Spielklasse gab er im November 2018, als er am 13. Spieltag der Saison 2018/19 gegen die SV Ried in der Nachspielzeit für Sandro Zakany eingewechselt wurde. Nach der Saison 2018/19 verließ er Klagenfurt.
Nach einem halben Jahr ohne Verein wechselte er im Jänner 2020 zum Regionalligisten ATSV Wolfsberg. Für Wolfsberg kam er bis zum Saisonabbruch zu einem Regionalligaeinsatz. Nach der Saison 2019/20 zog sich der Verein aus der Regionalliga zurück, woraufhin Mair zur Saison 2020/21 zum SV Spittal/Drau wechselte.
Für Spittal kam er zu zwölf Regionalligaeinsätzen, ehe er im Februar 2021 zum Bundesligisten LASK wechselte, um dort als Teammanager zu arbeiten. Daraufhin beendete er seine Karriere als Aktiver.